# 三木市立総合隣保館
三木市立総合隣保館（みきしりつそうごうりんほかん）は兵庫県三木市志染町吉田にある社会福祉施設である。

## 概要

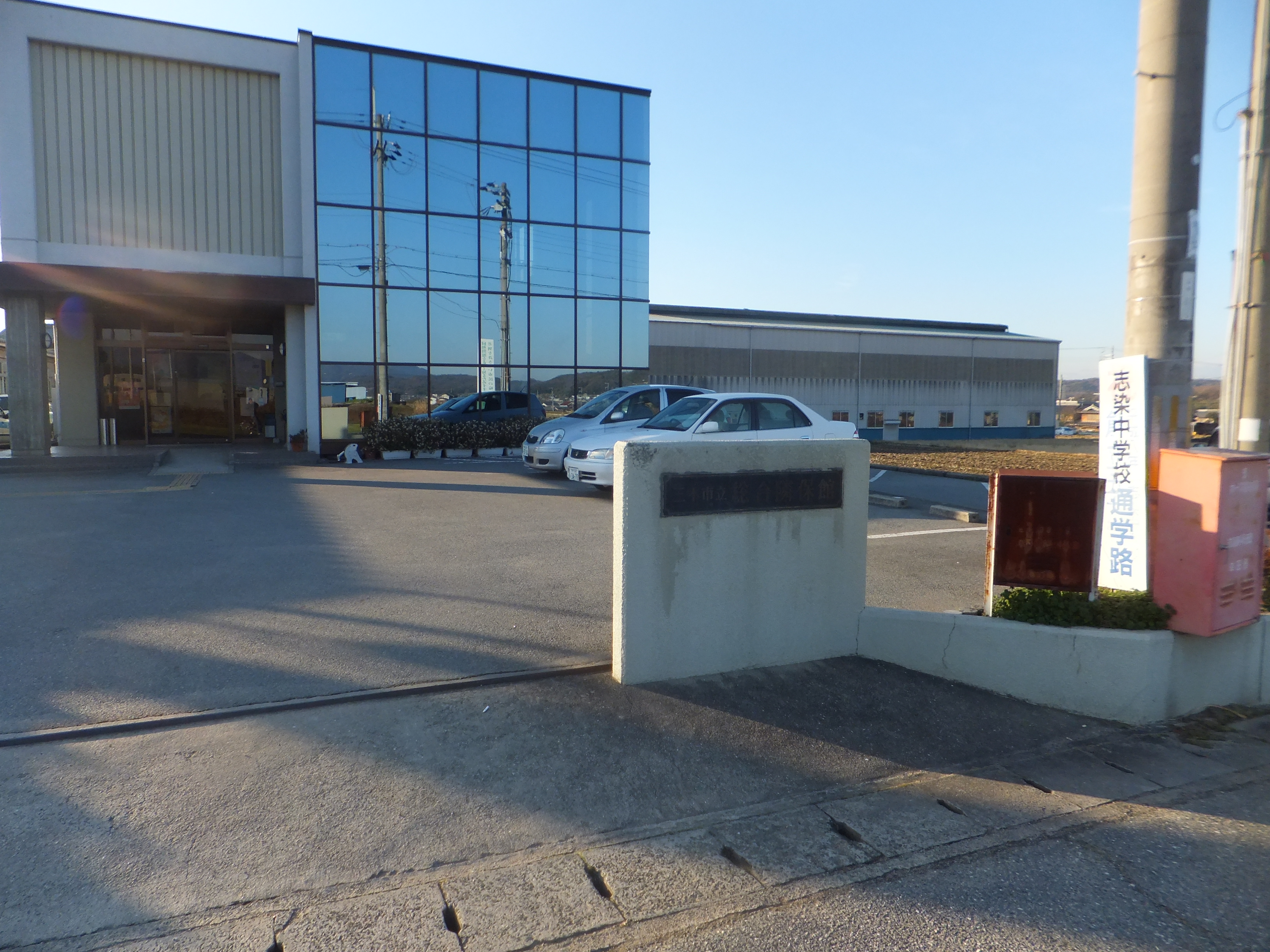
正門

- 同和行政の拠点として三木市民の社会的、経済的、文化的生活の向上と人権尊重を目的とし、かつ同和問題などの差別を無くし、福祉の向上を図るための社会福祉施設である。現在は人権の拠点施設として地域福祉事業や教養文化講座・人権や経営相談事業などを実施している。[3] [4] [2] [1]

## 沿革
- 1980年（昭和55年）10月 - 「三木市立隣保館」として着工する。[1][2]
- 1981年（昭和56年）3月 - 完成する。[2]
- 1981年（昭和56年）4月1日 - 開館する。[3][4][1][6]

## 事業
- 地域住民の自主的な参加による研修会・学習会の開催[4][2][1][6]
- 同和問題に関する理解と啓発[4][2][1][6]
- 住民による福祉の向上化[4][2][1][6]
- 生活改善を目的とする教養文化の向上のための講座[4][2][1][6]
- 団体活動の促進[4][2][1][6]

## 利用概要

### 利用可能者
- 使用可能期間に在籍している三木市長に施設の使用を許可されている三木市内居住者[4][6]

### 利用可能曜日・利用可能時間
| 利用可能曜日                                                 | 利用可能時間                |
| ------------------------------------------------------------ | --------------------------- |
| 月曜日 - 土曜日 （国民の祝日・12月29日から翌年1月3日を除く） | 午前8時30分から午後10時まで |

- かつては7月1日が利用不可能であったが、現在は利用が可能である。[7][6]

## 建物概要
- 2階建てである。[8][2][1]

| 階 | 概要                                                               |
| -- | ------------------------------------------------------------------ |
| 2  | 中会議室・図書室・和室・学習室・トイレ                             |
| 1  | 大会議室・印刷室・倉庫・生活改善室・会議室・事務室・トイレ・談話室 |

## 祭事・催事
- 年に1回文化祭が開催され、講演会・発表会・展示会が催される。東吉田集落センターと吉田児童遊園も会場になっている。[9] [10] [11] [12]

| 回 | 開催日             |
| -- | ------------------ |
| 26 | 2009年12月5日・6日 |
| 27 | 2010年12月4日・5日 |
| 28 | 2011年12月3日・4日 |
| 29 | 2012年12月8日・9日 |